# Подводные лодки типа C (Великобритания)
Подводные лодки типа «C» — тип подводных лодок военно-морского флота Великобритании начала XX века. Первая лодка этого типа была введена в строй в 1906 году, последняя в 1910 году, всего построено 38 единиц. Первые 18 единиц (C1 — C18, «группа 1») имели несколько худшие ходовые характеристики по сравнению с последующими (C19 — C38, «группа 2»). Применялись в Первой мировой войне. После войны оставшиеся лодки были сняты с вооружения кроме C4, которая использовалась в учебных целях до 1922 года.

## Представители

### I группа
| Номер | Вымпел   | Дата и место закладки                      | Дата спуска на воду | Вступление в строй | История |
| ----- | -------- | ------------------------------------------ | ------------------- | ------------------ | --- |
| C1    | I-31 S-8 | 13.11.1905 Верфь Викерс, Барроу-ин-Фёрнесс | 10.07.1906          | 30.10.1906         | Переклассифицирована в надводный патрульный корабль. Продана 22.10.1920 и разобрана. |
| C2    | I-32     | 13.11.1905 Верфь Викерс, Барроу-ин-Фёрнесс | 10.07.1906          | 20.11.1906         | Продана 8.10.1920 и разобрана. |
| C3    | I-33     | 25.11.1905 Верфь Викерс, Барроу-ин-Фёрнесс | 3.10.1906           | 23.02.1906         | 23.04.1918 начинённая взрывчаткой атаковала виадук в Зеебрюгге. |
| C4    | I-34     | 25.11.1905 Верфь Викерс, Барроу-ин-Фёрнесс | 18.10.1906          | 13.03.1907         | После ПМВ использовалась для испытаний. Продана 28.02.1922 и разобрана. |
| C5    | I-35     | 24.11.1905 Верфь Викерс, Барроу-ин-Фёрнесс | 20.08.1906          | 15.12.1906         | Продана 31.10.1919 на Мальте и разобрана. |
| C6    | I-36     | 24.11.1905 Верфь Викерс, Барроу-ин-Фёрнесс | 20.08.1906          | 21.01.1907         | Продана 20.11.1919 и разобрана. |
| C7    | I-37     | 9.12.1905 Верфь Викерс, Барроу-ин-Фёрнесс  | 15.02.1907          | 23.05.1907         | Продана 20.12.1919 и разобрана. |
| C8    | I-38     | 9.12.1905 Верфь Викерс, Барроу-ин-Фёрнесс  | 15.02.1907          | 23.05.1907         | Продана 22.10.1920 и разобрана. |
| C9    | I-39     | 20.01.1906 Верфь Викерс, Барроу-ин-Фёрнесс | 3.04.1907           | 18.06.1907         | Продана 07.1922 и разобрана. |
| C10   | I-30     | 30.01.1906 Верфь Викерс, Барроу-ин-Фёрнесс | 15.03.1907          | 13.07.1907         | Продана 07.1922 и разобрана. |
| C11   | I-41     | 6.04.1906 Верфь Викерс, Барроу-ин-Фёрнесс  | 27.05.1907          | 3.09.1907          | 14.07.1909 затонула после столкновения с угольщиком Eddystone. |
| C12   | I-42     | 27.11.1906 Верфь Викерс, Барроу-ин-Фёрнесс | 9.09.1907           | 1.01.1908          | 6.10.1918 затонула из-за столкновения с эсминцем, поднята и восстановлена. Продана 2.02.1920 и разобрана.                                                                                           |
| C13   | I-43     | 29.11.1906 Верфь Викерс, Барроу-ин-Фёрнесс | 9.11.1907           | 19.02.1908         | Продана 2.02.1920 и разобрана. |
| C14   | I-44     | 4.12.1906 Верфь Викерс, Барроу-ин-Фёрнесс  | 7.12.1907           | 13.03.1908         | 10.12.1913 затонула из-за столкновения с Hopper No.27, поднята и восстановлена. Продана 5.12.1921 и разобрана.                                                                                      |
| C15   | I-45     | 7.12.1906 Верфь Викерс, Барроу-ин-Фёрнесс  | 21.01.1908          | 1.04.1908          | 3.11.1917 торпедировала лодку UC-65. Продана 28.02.1922 и разобрана. |
| C16   | I-46     | 14.12.1906 Верфь Викерс, Барроу-ин-Фёрнесс | 19.03.1908          | 5.06.1908          | 14.07.1909 затонула из-за столкновения с HMS C17, поднята и восстановлена. 16.04.1917 повторно затонула из-за столкновения с HMS Melampus, поднята и восстановлена. Продана 12.08.1922 и разобрана. |
| C17   | I-47     | 11.03.1907 Королевская верфь, Чатем        | 13.08.1908          | 13.05.1909         | 14.07.1909 столкнулась с HMS C16, 05.1917 — HMS Lurcher. Продана 20.11.1919 и разобрана. |
| C18   | I-48     | 11.03.1907 Королевская верфь, Чатем        | 10.10.1908          | 23.07.1909         | Продана 26.05.1921 в Сандерленде и разобрана. |

### II группа
| Номер | Вымпел | Дата и место закладки                      | Дата спуска на воду | Вступление в строй | История |
| ----- | ------ | ------------------------------------------ | ------------------- | ------------------ | --- |
| C19   | I-49   | 11.03.1907 Королевская верфь, Чатем        | 20.03.1909          | 9.11.1909          | Продана 2.02.1920 и разобрана.                                                                                         |
| C20   | I-50   | 1.06.1908 Королевская верфь, Чатем         | 27.11.1909          | 31.01.1910         | Продана 26.05.1921 в Сандерленде и разобрана.                                                                          |
| C21   | I-51   | 4.02.1908 Верфь Викерс, Барроу-ин-Фёрнесс  | 26.09.1908          | 18.05.1909         | Продана 5.12.1921 и разобрана.                                                                                         |
| C22   | I-52   | 4.02.1908 Верфь Викерс, Барроу-ин-Фёрнесс  | 10.10.1908          | 5.05.1909          | Продана 2.02.1920 и разобрана.                                                                                         |
| C23   | I-53   | 7.02.1908 Верфь Викерс, Барроу-ин-Фёрнесс  | 26.11.1908          | 5.05.1909          | Продана 5.12.1921 и разобрана.                                                                                         |
| C24   | I-54   | 12.02.1908 Верфь Викерс, Барроу-ин-Фёрнесс | 26.11.1908          | 5.05.1909          | Продана 29.05.1921 в Сандерленде и разобрана.                                                                          |
| C25   | I-55   | 27.02.1908 Верфь Викерс, Барроу-ин-Фёрнесс | 10.03.1909          | 28.05.1909         | 6.07.1918 повреждена германским самолётом, восстановлена. Продана 5.12.1921 в Сандерленде и разобрана.                 |
| C26   | I-56   | 14.02.1908 Верфь Викерс, Барроу-ин-Фёрнесс | 20.03.1909          | 28.05.1909         | 4.04.1918 затоплена экипажем в Финском заливе, чтобы избежать захвата немецкими войсками. Поднята 08.1953 и разобрана. |
| C27   | I-57   | 4.06.1908 Верфь Викерс, Барроу-ин-Фёрнесс  | 22.04.1909          | 14.08.1909         | 5.04.1918 затоплена экипажем в Финском заливе, чтобы избежать захвата немецкими войсками. Поднята 08.1953 и разобрана. |
| C28   | I-58   | 6.03.1908 Верфь Викерс, Барроу-ин-Фёрнесс  | 22.04.1909          | 14.08.1909         | Продана 25.08.1921 в Сандерленде и разобрана.                                                                          |
| C29   | I-59   | 4.06.1908 Верфь Викерс, Барроу-ин-Фёрнесс  | 19.06.1909          | 17.09.1909         | 29.08.1915 погибла на мине в Северном море.                                                                            |
| C30   | I-60   | 10.06.1908 Верфь Викерс, Барроу-ин-Фёрнесс | 19.07.1909          | 11.10.1909         | Списана 07.1919. Продана 25.08.1921 и разобрана.                                                                       |
| C31   | I-61   | 7.01.1909 Верфь Викерс, Барроу-ин-Фёрнесс  | 2.09.1909           | 19.11.1909         | 4.01.1915 погибла на мине у побережья Бельгии.                                                                         |
| C32   | I-62   | 12.01.1909 Верфь Викерс, Барроу-ин-Фёрнесс | 29.09.1909          | 19.11.1909         | 24.10.1917 взорвана экипажем в Рижском заливе.                                                                         |
| C33   | I-63   | 29.03.1909 Королевская верфь, Чатем        | 10.05.1910          | 13.08.1910         | 4.08.1915 пропала без вести в Северном море, вероятно погибла на мине.                                                 |
| C34   | I-64   | 29.03.1909 Королевская верфь, Чатем        | 8.06.1910           | 17.09.1910         | 24.07.1917 потоплена торпедой подводной лодки U-52 в Северном море.                                                    |
| C35   | I-65   | 3.03.1909 Верфь Викерс, Барроу-ин-Фёрнесс  | 2.11.1909           | 1.02.1910          | 5.04.1918 затоплена экипажем в Финском заливе, чтобы избежать захвата немецкими войсками. Поднята 08.1953 и разобрана. |
| C36   | I-66   | 3.03.1909 Верфь Викерс, Барроу-ин-Фёрнесс  | 30.11.1909          | 1.02.1910          | 02.1911 переведена в Гонконг. Продана 25.06.1919 и разобрана.                                                          |
| C37   | I-67   | 7.04.1909 Верфь Викерс, Барроу-ин-Фёрнесс  | 1.01.1910           | 31.03.1910         | 02.1911 переведена в Гонконг. Продана 25.06.1919 и разобрана.                                                          |
| C38   | I-68   | 5.04.1909 Верфь Викерс, Барроу-ин-Фёрнесс  | 10.02.1910          | 31.03.1910         | 02.1911 переведена в Гонконг. Продана 25.06.1919 и разобрана.                                                          |